# 丹伍德 (阿肯色州)
丹伍德（英語：Denwood）是位於美國阿肯色州密西西比縣的一個非建制地區。該地的面積和人口皆未知。

## 地理
丹伍德的座標為35°29′17″N 90°15′03″W / 35.48806°N 90.25083°W，而該地的平均海拔高度為69米（即226英尺）。